# Вільям Бакленд
Вільям Бакленд DD, FRS (12 березня 1784 — 14 серпня 1856) — англійський теолог, який став деканом Вестмінстера. Також був геологом і палеонтологом.
Бакленд написав першу повну розповідь про викопного динозавра , якого назвав мегалозавром. В його роботі чітко доведено, що печера Кіркдейл була доісторичним лігвом гієн, за що він був нагороджений медаллю Коплі. Його оцінили як приклад того, як науковий аналіз може реконструювати далекі події. Він став першовідкривачем використання скам'янілих фекалій у реконструкції екосистем, ввівши термін копроліти.
Бакленд дотримувався теорії розривів, інтерпретуючи біблійну історію Буття як два дуже відокремлені епізоди творіння. Це з’явилося як спосіб узгодити біблійне оповідання з відкриттями в геології, які припускають, що Земля була дуже старою. На початку своєї кар'єри Бакленд вважав, що знайшов докази біблійного потопу, але пізніше побачив, що теорія зледеніння Луї Агасіса дала краще пояснення і відіграла важливу роль у її просуванні.